# Atentado de la T4
El atentado de la T4 consistió en la explosión de una furgoneta bomba que miembros de la organización terrorista ETA, situado en uno de los aparcamientos (el módulo D) de la Terminal 4 del Aeropuerto de Madrid-Barajas, Madrid, el sábado 30 de diciembre de 2006, a las 09:00 (hora española). El fuerte estallido causó la muerte de dos personas, hirió a una veintena y provocó importantes destrozos en las infraestructuras del aeropuerto, así como suspensiones y retrasos en los vuelos. 
A nivel político, el atentado se produjo en el contexto de un proceso de paz del Gobierno español y la banda terrorista, la cual había declarado un «alto el fuego permanente». Finalmente los cuatro implicados en el atentado fueron detenidos.

## Atentado
El 30 de diciembre de 2006 la banda terrorista ETA coloca una bomba en una furgoneta que iba cargada con entre 200 y 500 kilos de explosivos.
La furgoneta bomba, un Renault Trafic, explotó el mismo día, sábado 30 de diciembre de 2006 a las 9:01 en el aparcamiento D de la T4 del madrileño aeropuerto de Barajas matando a dos ecuatorianos, llamados Carlos Alonso Palate y Diego Armando Estacio. El ministro de exteriores Moratinos confirmó estas muertes al gobierno de Ecuador a las pocas horas, si bien en los medios de comunicación españoles continuaron hablando de desaparecidos.

La situación es de colapso absoluto, por lo que se tardará un tiempo muy considerable, no horas sino días, en comprobar si hay alguna persona sepultada bajo de los escombros

Las autoridades barajaron que el vehículo estuviese cargado con 200 kilogramos de explosivos, aunque EFE elevó la cifra a 500. Además de los graves daños materiales -la explosión provocó una densa columna de humo, el hundimiento de cinco plantas del módulo D del aparcamiento de la T4 y que varios coches ardieran-, Alfredo Pérez Rubalcaba informó al mediodía de que había una persona desaparecida y por la tarde se dio a conocer la existencia de una segunda persona también desaparecida a causa del atentado. Sus familiares habrían dado la voz de alarma a última hora de la mañana. También hubo una veintena de heridos.

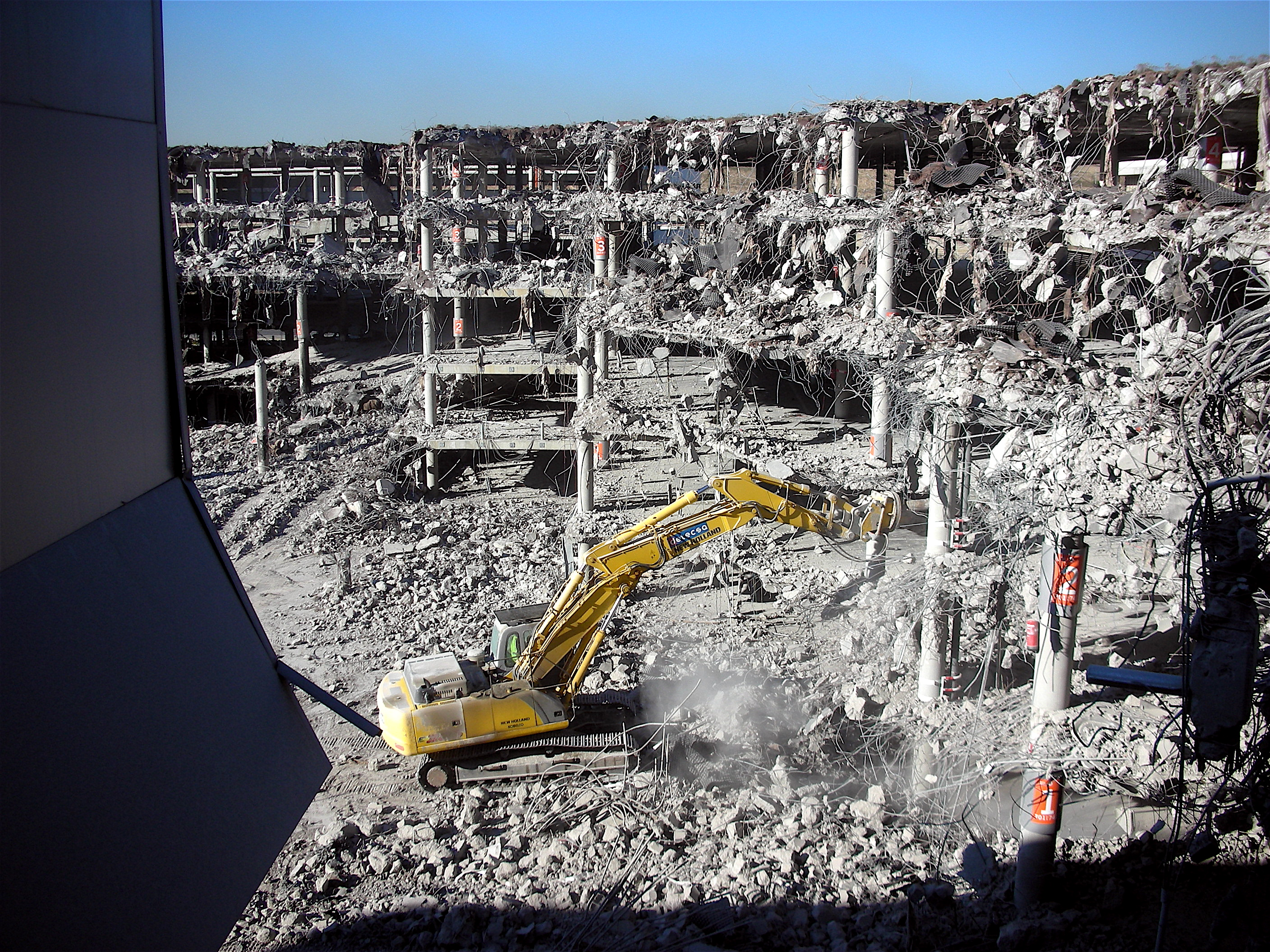
Estado en el que quedó la zona del módulo D de Barajas tras el atentado.

El primero sería un joven ecuatoriano que iba a acompañar a una mujer al aeropuerto para buscar a un familiar. Él decidió quedarse en el coche "echando una cabezada", según el ministro de Interior. La novia del desaparecido pidió con angustia -en declaraciones a RNE- que se pusiesen en contacto con ella.
Después de atender a 26 heridos muy leves -entre ellos dos agentes heridos leves por los cristales del aparcamiento-, el hospital de campaña montado por el Samur comenzó a recogerse. Algunos pasajeros se quejaban de dolor de oídos por la explosión.
Se produjeron tres llamadas para informar de la colocación de la furgoneta bomba: una primera a la DYA de Guipúzcoa, otra a los Bomberos de Madrid y una tercera -en nombre de ETA- al teléfono de emergencias SOS-Deiak de Guipúzcoa. La policía procedió a desalojar inmediatamente a los pasajeros del aparcamiento y trasladarlos a la terminal, por lo que no hubo heridos de gravedad. No obstante, la Organización Agetaxi protestó por el comportamiento de la Policía ya que, a su juicio, varios taxistas resultaron heridos en el atentado de Barajas porque no desalojaron la parada.
La Terminal 4 del aeropuerto de Barajas retomó, poco a poco, su actividad. Dos vuelos de Iberia, con destino a Venecia y Casablanca, fueron los primeros en salir de la T4 desde que se retomara el servicio pasadas las 14.00 horas. Sin embargo, los accesos por carretera a la terminal siguieron completamente colapsados, por lo que las autoridades pidieron a los usuarios que accedieran a la T4 en transporte público -y no en coche privado-. El resto de terminales funcionaron con normalidad, aunque los pasajeros se quejaron de falta de información por parte de las autoridades.

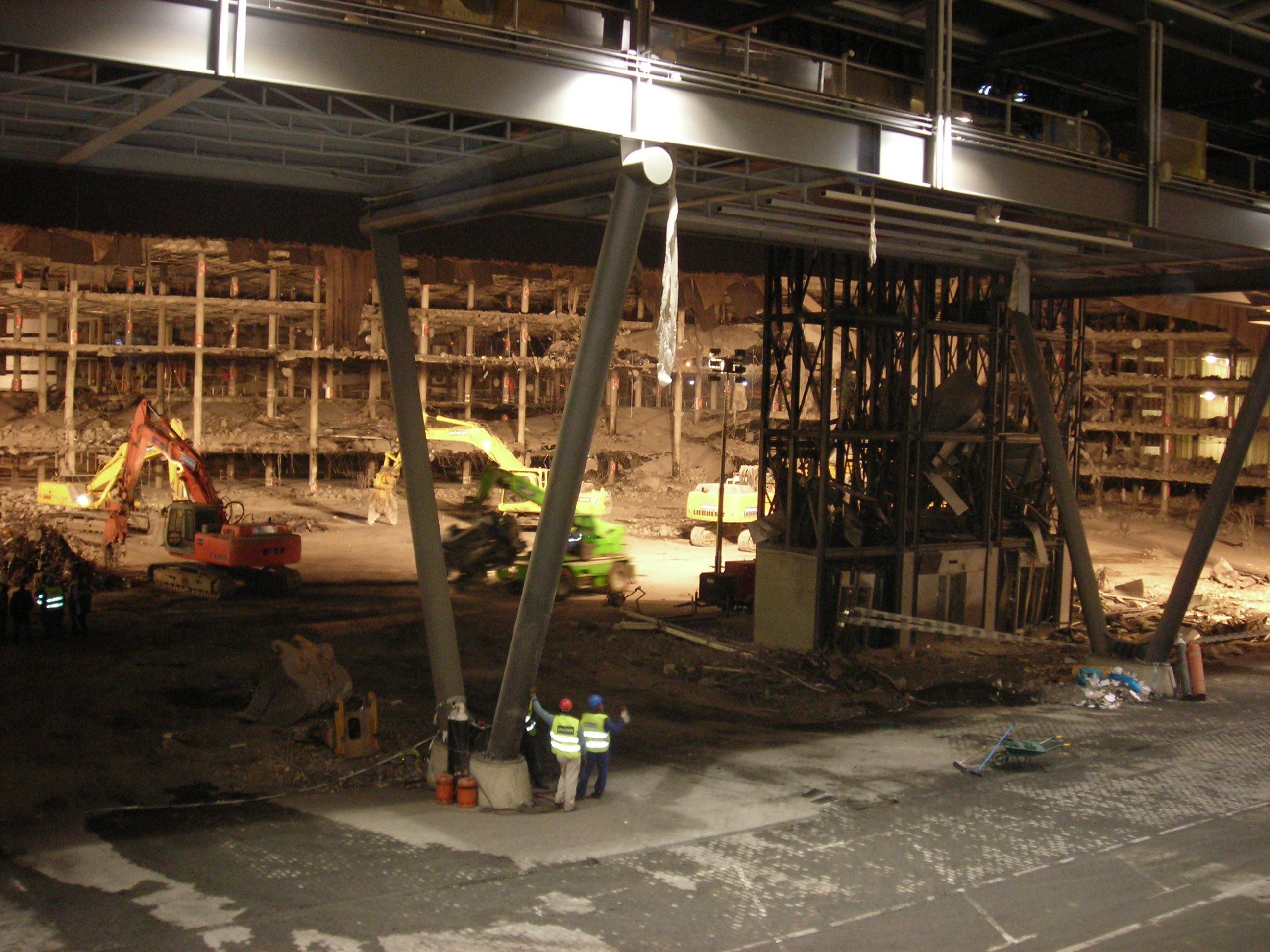
Estado de los aparcamientos del aeropuerto de Barajas días después de la explosión de un coche-bomba el 30 de diciembre de 2006.

La banda armada nunca había cometido una acción terrorista durante la suspensión de sus actividades y siempre había anunciado previamente su decisión de continuar con los atentados en una declaración previa. Así que tras nueve meses de cese en su actividad terrorista el atentado sorprendió cuando se esperaba un comunicado de la banda armada durante las Navidades. El presidente del Gobierno, José Luis Rodríguez Zapatero, anunció en rueda de prensa desde Moncloa que había ordenado "suspender" las iniciativas de diálogo, por lo que con este atentado terrorista, la banda ETA puso fin al "alto el fuego permanente" que había mantenido durante buena parte del 2006.
La furgoneta en la que se cargaron los explosivos había sido robada algunos días antes en el sur de Francia a un joven guipuzcoano que se encontraba esquiando en el Pirineo francés. ETA mantuvo secuestrado al joven hasta algunas horas después de producirse el atentado.
El 4 de enero de 2007 se encontró el cuerpo de Carlos Alonso Palate, en el interior de su vehículo, en el módulo D del aparcamiento. El cuerpo de Diego Armando Estacio se recuperó el 6 de enero de 2007 a las 09:35.

## Desarticulación
Encargado del atentado estuvo parte del "Comando Elurra" de cuatro personas, dos fueron detenidas en España y las otras dos en Francia.

### Igor Portu y Mattin Sarasola
Los primeros en ser detenidos fueron Igor Portu y Mattin Sarasola, por la Guardia Civil el 6 de enero en Guipúzcoa, se supo que pretendían atentar en Madrid en la zona comercial y financiera de AZCA.
En esta detención Igor Portu y Mattin Sarasola denunciaron haber sido torturados por la Guardia Civil. La acusación fue tramitada y 15 guardias civiles fueron imputados y condenados en primera instancia en la Audiencia de Guipúzcoa en 2010, siendo absueltos después por el Tribunal Supremo en 2011. En 2018, tras presentarse un recurso ante el Tribunal Europeo de Derechos Humanos de Estrasburgo, se dio la razón a los denunciantes y se condenó a España a pagar 20.000 a Sarasola y 30.000 euros a Portu por el “tratamiento inhumano y degradante” que sufrieron durante su detención.

### Joseba Iturbide y Mikel San Sebastián
El 15 de febrero de 2008 Joseba Iturbide y Mikel San Sebastián fueron detenidos en una casa francesa de San Juan de Luz, junto con José Martínez Mur, encargado de la trama financiera. Con estas detenciones el ministro del Interior, Alfredo Rubalcaba confirmó que "queda desarticulado por completo el comando". El 24 de noviembre de 2008 se decretó la puesta en libertad en esta causa de Joseba Iturbide al no constar "que el mismo interviniera en la planificación y ejecución del atentado" según el juez Santiago Pedraz.